# Antropogeografija
Antropogeografija ili humanistička geografija je grana geografije koja se usredotočuje na sustavno proučavanje obrazaca i procesa koji oblikuju čovjekovu interakciju s okolinom, s posebnim naglaskom na uzroke i posljedice prostorne raspodjele ljudske aktivnosti na zemljinoj površini. Ona obuhvaća humanističke, političke, kulturne, društvene i ekonomske aspekte. Kako se antropogeografija ne usredotočuje na fizički krajolik Zemlje (vidi fizička geografija) teško je moguće razglabati o antropogeografiji bez spominjanja utjecaja fizičkog krajolika na kojem se izvode ljudske djelatnosti, a kao važna poveznica između njhi dvoje uzdiže se nova grana regionalne geografije.

## Područja antropogeografije
| Područja antropogeografije | Srodna područja             |
| -------------------------- | --------------------------- |
| Bihevioralna geografija    | Psihologija                 |
| Kulturna geografija        | Antropologija               |
| Razvojna geografija        | Ekonomski razvoj            |
| Ekonomska geografija       | Ekonomija                   |
| Feministička geografija    | Feminizam                   |
| Historijska geografija     | Povijest                    |
| Lingvistička geografija    | Lingvistika                 |
| Marketinška geografija     | Posao                       |
| Medicinska geografija      | Medicina                    |
| Vojna geografija           | Vojska                      |
| Politička geografija       | Geopolitika, Politika       |
| Populacijska geografija    | Demografija                 |
| Regionalna geografija      | Regionalizacija             |
| Religijska geografija      | Religija                    |
| Socijalna geografija       | Sociologija                 |
| Strateška geografija       | Geostrategija               |
| Urbana geografija          | Urbane studije i planiranje |

## Poveznice
- Država
- Nacija
- Nacionalna država
- Personalna unija
- Politička geografija
- Zemlja
- Zemlje svijeta